# Mosteiro de Rila
O Mosteiro de São João de Rila (em búlgaro Рилски манастир, Rilski manastir) é o maior e mais famoso mosteiro da Igreja Ortodoxa na Bulgária. Está situado a noroeste dos montes Rila, 117 km a sul de Sófia, capital do país, no vale do rio Rilska a uma altitude de 1.147 m.
Fundado no século X pelo eremita João de Rila (Ivan Rilski), o mosteiro de Rila é considerado o maior tesouro cultural, histórico e arquitetônico da Bulgária. É também uma das mais importantes atrações turísticas da Bulgária e de toda Europa balcânica.
A estrutura mais antiga no local é a Torre de Creles, construída por Creles em 1334-1335.